# Ali Smith
Ali Smith (ur. 24 sierpnia 1962 w Inverness) – szkocka pisarka, dramatopisarka, dziennikarka, wykładowczyni akademicka, członkini Royal Society of Literature, odznaczona Orderem Imperium Brytyjskiego.

## Życiorys

### Wczesne życie
Ali Smith urodziła się w Inverness, w północnej Szkocji, jako jedno z pięciorga dzieci Ann i Donalda Smith, pochodzących z klasy robotniczej. W latach 1967–1974 uczęszczała do St Joseph's R C Primary School, a następnie do 1980 uczyła się w Inverness High School. W latach 1980–1985 studiowała język angielski i literaturę na University of Aberdeen we wschodniej Szkocji. W 1984 wygrała University's Bobby Aitken Memorial Prize w dziedzinie poezji. W latach 1985–1990 kontynuowała naukę z zakresu amerykańskiego i irlandzkiego modernizmu na Newnham College w Cambridge. Podczas pobytu w Cambridge zaczęła pisać sztuki teatralne, w wyniku czego nie dokończyła doktoratu. W 1990 przeniosła się do Edynburga, gdzie pracowała jako wykładowca literatury szkockiej, angielskiej i amerykańskiej na University of Strathclyde. Podczas pracy na uniwersytecie w Glasgow zaczęła cierpieć na zespół chronicznego zmęczenia i 1992 wróciła do Cambridge.

### Kariera
Podczas studiów doktoranckich w Cambridge napisała kilka sztuk, które zostały wystawione podczas Festiwalu teatrów ulicznych w Edynburgu, a także przez Footlights, brytyjski amatorski teatr studencki. Po powrocie z Edynburga do Cambridge skoncentrowała się na własnej twórczości, w szczególności na opowiadaniach oraz recenzjach książek dla gazety The Scotsman. W 1995 roku opublikowała swoją pierwszą książkę, Free Love and Other Stories, zawierającą zbiór 12 krótkich opowiadań, za którą zdobyły nagrodę Saltire First Book of the Year Award i Scottish Arts Council Book Award. Ali Smith pisze także artykuły dla The Guardian, New Statesman i Times Literary Supplement.
W 2007 została wybrana na członka Royal Society of Literature. W 2009 przekazała opowiadanie Last, wcześniej opublikowane w Manchester Review Online, organizacji Oxfam, będącej konfederacją 20 niezależnych organizacji charytatywnych, w ramach projektu wydawniczego Ox-Tales, w którym wzięło udział 38 brytyjskich pisarzy. W 2015 została uhonorowana Orderem Imperium Brytyjskiego za wybitny i innowacyjny wkład w literaturę. W 2018 znalazła się na czwartym miejscu na liście najlepszych współczesnych pisarzy angielskich i irlandzkich, stworzonej przez magazyn literacki Times Literary Supplement.

## Życie prywatne
Ali Smith mieszka w Cambridge razem ze swoją partnerką Sarah Wood.

## Twórczość

### Zbiory opowiadań
- Free Love and Other Stories (1995)
- Other Stories and Other Stories (1999)
- The Whole Story and Other Stories (2003)
- The First Person and Other Stories (2008)
- Public Library and Other Stories (2015)

### Powieści
- Like (1997)
- Hotel World (2001), polskie wydanie Hotel świat (2007)
- The Accidental (2005), polskie wydanie Przypadkowa (2007)
- Girl Meets Boy (2007)
- There But For The (2011)
- Artful (2012)
- How to Be Both (2014)
- Autumn (2016)
- Winter (2017)
- Spring (2019)

### Sztuki teatralne
- Stalemate'' (1986)
- The Dance (1988)
- Trace of Arc (1989)
- Amazons (1990)
- Comic (1990)
- The Seer (2001)
- Just (2005)

### Autobiografia
- Shire (2013)

## Nagrody i wyróżnienia
Ali Smith jest laureatką wielu nagród i wyróżnień w dziedzinie literatury. Do najważniejszych należą:
- 1995: Scottish Arts Council Book Award
- 1995: Saltire Society Scottish First Book of the Year Award
- 2001: Scottish Arts Council Book Award
- 2001: Orange Prize for Fiction (nominacja)
- 2001: Nagroda Bookera (nominacja)
- 2001: Arts Foundation Award for Short Story Writing
- 2002: Scottish Arts Council Book of the Year Award
- 2002: Encore Award
- 2005: Whitbread Book Awards
- 2005: Nagroda Bookera (nominacja)
- 2006: Scottish Arts Council Book of the Year Award
- 2006: Orange Prize for Fiction (nominacja)
- 2006: James Tait Black Memorial Prize for fiction (nominacja)
- 2008: Clare Maclean Prize
- 2014: Goldsmiths Prize
- 2014: Costa Prize for Best Novel
- 2014: Nagroda Bookera (nominacja)
- 2015: Baileys Women's Prize for Fiction
- 2017: Nagroda Bookera (nominacja)